# 王宇 (臺灣演員)
王宇（1922年—），臺灣男演員、導演，曾獲第11屆金馬獎最佳男配角。

## 生平
王宇學美術出身，曾在天津一所中學當史地老師。1944年，上海旅行歌劇團到天津招考演員，王宇以一副男中音好嗓子入選，開啟演藝生涯。王宇在劇團擔任小生，月薪有五百元，收入頗豐。他的父親任職稅務官員，因兒子拿錢回家，才發現其新事業，對此相當憤怒，甚至登報斷絕父子關係。過了一年，王宇寄信回家，身體欠佳的父親才諒解他，買票看兒子演出。一週後，當王宇在臺上表演時，他父親去世了。
抗戰勝利後，王宇在濟南加入唐訥主持的中國實驗劇團，曹健、陶述都是該劇團的成員。1948年時局驟變，王宇加入軍中劇團。1949年5月1日，王宇隨劇團乘海宿輪抵基隆。
1950年代，王宇隸屬陸軍陸光話劇團。據常同臺演出的張小燕憶述，當時舞臺劇演員僅有百元月薪，要養家並不容易，王宇一度還沉迷於集郵，六個女兒近視都沒錢配眼鏡。
1963年，王宇演出台視第一部古裝劇《鄭成功》。1968年，他與唐琪、孫越、曹健等人組成北國實驗劇團。1973年，王宇於丁善璽導演的警匪片《突破國際死亡線》飾演老趙一角，並以此獲選金馬獎最佳男配角。
王宇擅長善書法、刻印。他有高度近視，在拍完楊佩佩製作的電視劇《碧海情天》後，曾輕微中風。

## 導演作品
- 樑上佳人（1960，舞台劇）

## 演出作品

### 電影
- 英雄烈女（1966）
- 辛十四娘（1966）
- 貂蟬與呂布（1967）
- 路（1967）
- 寂寞的十七歲（1967）
- 情關（1968）
- 血城（1968）
- 第六個夢（1968）
- 武聖關公（1969）
- 乾坤三決鬥（1969）
- 新娘與我（1969）
- 情人的眼淚（1969）
- 虎山行（1969）
- 玉觀音（1969）
- 神威寶刀（1969）
- 春宵花弄月（1970）...王志浩
- 歌王歌后（1970）
- 高山青（1970）
- 小翠（1970）
- 不要拋棄我!（1970）
- 路客與刀客（1970）
- 百萬新娘（1970）
- 十三條蟲（1970）
- 老爺夜總會（1970）
- 再見阿郎（1970）
- 包公遊地府（1970）
- 二郎神楊戩（1970）
- 樊梨花移山倒海（1971）
- 八仙渡海掃妖魔（1971）
- 老爺酒店（1971）
- 時來運轉（1971）
- 愛情一二三（1971）
- 說謊的丈夫（1971）
- 騙術大王（1971）
- 百醜大全（1971）
- 紅鬍子（1971）
- 雙鎗王八妹（1971）
- 妳我她（1971）
- 歡天喜地（1971）
- 新羅生門（1971）
- 騙術奇譚（1971）
- 劍（1971）
- 事事如意（1971）
- 秋決（1972）...二大爺
- 東西南北風（1972）
- 祇羡鴛鴦不羡仙（1972）
- 驚天動地（1972）
- 大盜（1972）
- 好夢連床（1972）
- 傻大姐（1972）
- 心有千千結（1973）...老李
- 愛的天地（1973）
- 突破國際死亡線（1973）
- 義膽（1973）
- 13個半房客（1973）
- 少林高徒（1973）
- 亡命煞星（1973）
- 蝴蝶殺手（1973）
- 婚姻大事（1974）
- 刁蠻千金傻小子（1974）
- 秋燈夜雨（1974）
- 吃人井（1974）...王老頭
- 大通緝令（1974）
- 鬼馬小淘氣（1974）
- 英烈千秋（1974）
- 海鷗飛處（1974）...報社總編輯
- 六六大順（1974）
- 鬼風吹（1974）
- 從地獄夾的女人（1974）
- 包公奇案（1975）
- 小女兒的心願（1975）
- 濟公活佛（1975）
- 吾土吾民（1975）
- 梅花（1975）
- 八百壯士（1975）
- 辣椒兵團（1976）
- 楓葉情（1976）
- 碧雲天（1976）
- 包公斬駙馬（1976）
- 七靈寶塔（1976）
- 海韻（1976）...賭客
- 大武士與小票客（1977）
- 風鈴，風鈴（1977）
- 子夜歌（1977）
- 男孩女孩的戰爭（1978）
- 酒仙十八跌（1979）
- 我愛芳鄰（1979）
- 雁兒在林梢（1979）
- 一個太太恰恰好（1979）
- 怪拳小子（1979）
- 一代天嬌（1979）
- 醉拳女刁手（1979）
- 早安台北（1979）
- 汪洋中的一條船（1979）
- 再見台北（1979）
- 原鄉人（1980）
- 火葬場奇案（1980）
- 蜜月怪手（1980）
- 丹尼爾的故事（1980）
- 特別治療（1980）
- 變色的女人（1981）
- 烏龍天師招積鬼（1981）
- Z字特攻隊（1982）
- 天下第一（1983）
- 超級市民（1985）
- 校園檔案（1985）
- 金門砲戰（1986）
- 孽子（1986）
- 惜別海岸（1987）
- 中國最後一個太監（1988）
- 校園青春樂（1989）

### 電視劇
- 鄭成功（1963）
- 伐紂（1974，飾比干）
- 寒流（1975）
- 英雄本無淚（1980）
- 海角天涯（1982）
- 一千個春天（1984）
- 倚天屠龍記（1984）
- 阿匹婆入學（1988）
- 碧海情天（1992）
- 包青天（1993，演出鍘美案單元）
- 大太監與小木匠（1993）

### 舞台劇
- 天倫淚（1958）
- 燕子姑娘 (1958)
- 五對半（1959）
- 釵頭鳳（1959）
- 向陽門第（1960）
- 待字閨中（1966）
- 冰點（1966）
- 金色年代（1968）
- 五花洞（1971）
- 遊園驚夢（1982）

### 綜藝節目
- 歡樂周末（1969，「小小劇場」單元）

## 外部連結
- 王宇在互联网电影资料库（IMDb）上的資料（英文）（英文）
- 王宇在香港影庫上的簡介